# Ussari alati di Polonia
Gli ussari alati di Polonia (husaria in lingua polacca) furono il corpo militare che costituì il nerbo delle forze di cavalleria dell'esercito del Regno di Polonia prima e della Confederazione polacco-lituana (v. Unione di Lublino - 1569) poi.
Rispetto ai normali ussari, classificabili come forze di cavalleria leggera, gli ussari polacchi erano una forza di cavalleria pesante d'élite. Fondati nel biennio 1574-1576 per volontà del sovrano Stefano I Báthory (che regnò dal 1576 al 1586), grande riformatore dell'armata confederata, gli ussari alati scomparvero per volontà del Sejm (parlamento) della Confederazione nel 1775.
Reclutati tra i ranghi della nobiltà polacco-lituana (la szlachta), i Towarzysz Husarski ("Compagni Ussari") mantenevano alle loro dipendenze piccole squadre di cavalieri (secondo il modello medievale della lancia), da loro armati e stipendiati, e rispondevano direttamente al rotmistrz, comandante supremo dello squadrone (chorągiew) di cavalleria. Caratteristica distintiva degli Husaria erano le "ali", supporti di legno ornati di penne, assicurate alle loro selle o alle lamine posteriori della loro corazza.

## Storia

### Gli ussari

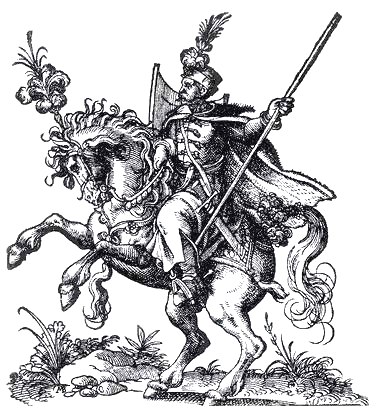
Ussaro polacco - XVI secolo.

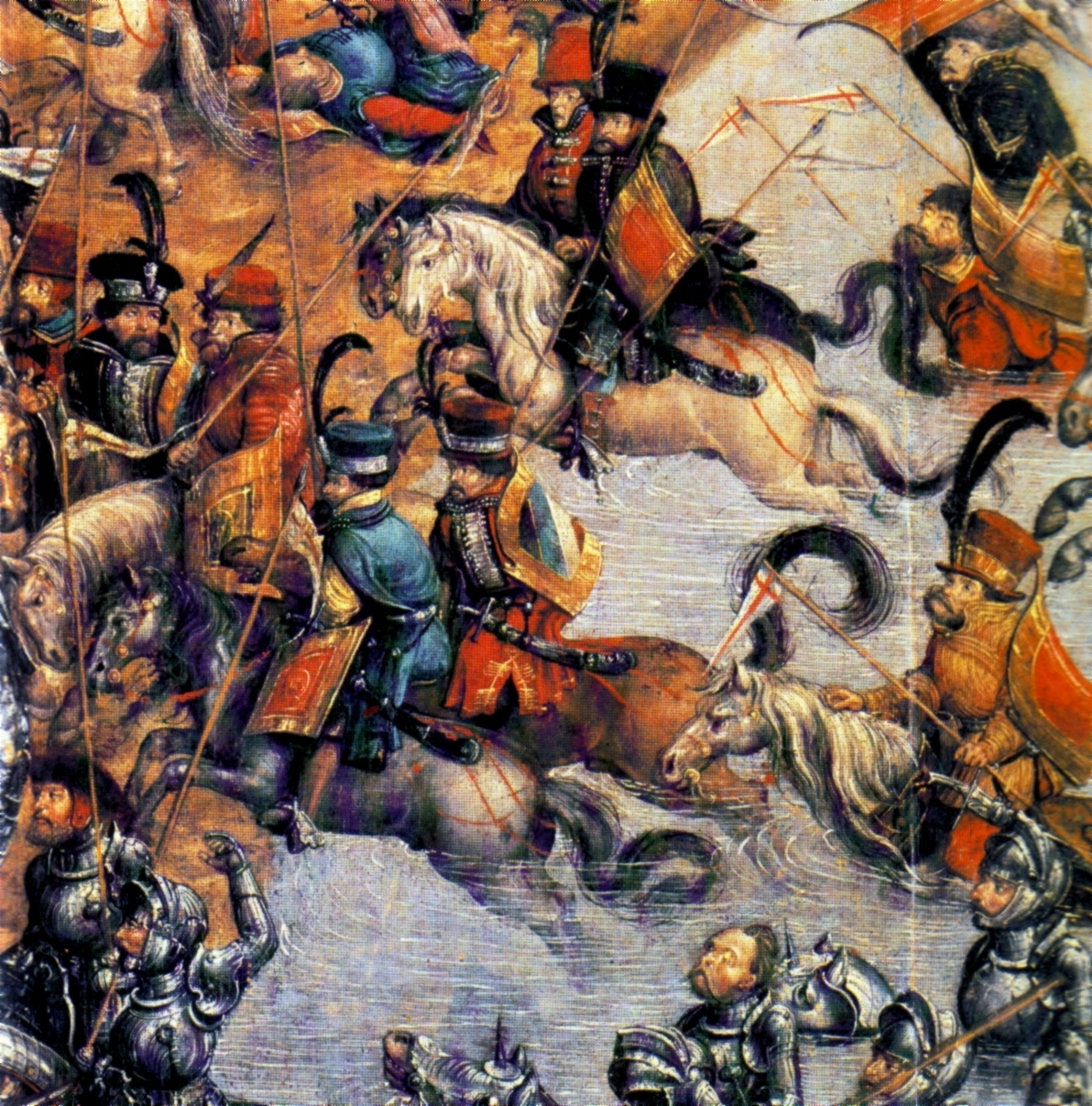
Ussari polacchi nella Battaglia di Orša (1514).

I primi ussari menzionati nelle cronache europee erano guerrieri fuoriusciti della Serbia e riparati nel Regno d'Ungheria dopo la conquista ottomana delle loro terre (1459). L'etimo "ussaro" deriva infatti dal serbo "Gusar" (lett. "bandito"), mediato dall'ungherese Huszár. Questi Huszár vennero dai magiari inquadrati nella cavalleria leggera dell'esercito regio come schermagliatori. Erano armati di una lunga lancia, scudo e spada (spesso scimitarre turche vere e proprie).
Durante le guerre volute da Mattia Corvino d'Ungheria, questa truppa di schermagliatori, chiamata ad affrontare non solo l'agile cavalleria ottomana ma anche la cavalleria pesante del Regno di Boemia e degli Asburgo, vide il suo armamentario arricchito da elmetto ed usbergo. I successi militari del re Mattia, capace di contenere la spinta espansionistica del sultano di Istanbul tanto quanto le pesanti ingerenze politico-militari del Sacro Romano Impero, fecero ben presto del suo esercito un esempio da imitare per tutti i potentati dell'Europa Orientale, contribuendo grandemente al rapido diffondersi degli ussari negli eserciti europei dell'Europa settentrionale ed orientale.

### La formazione

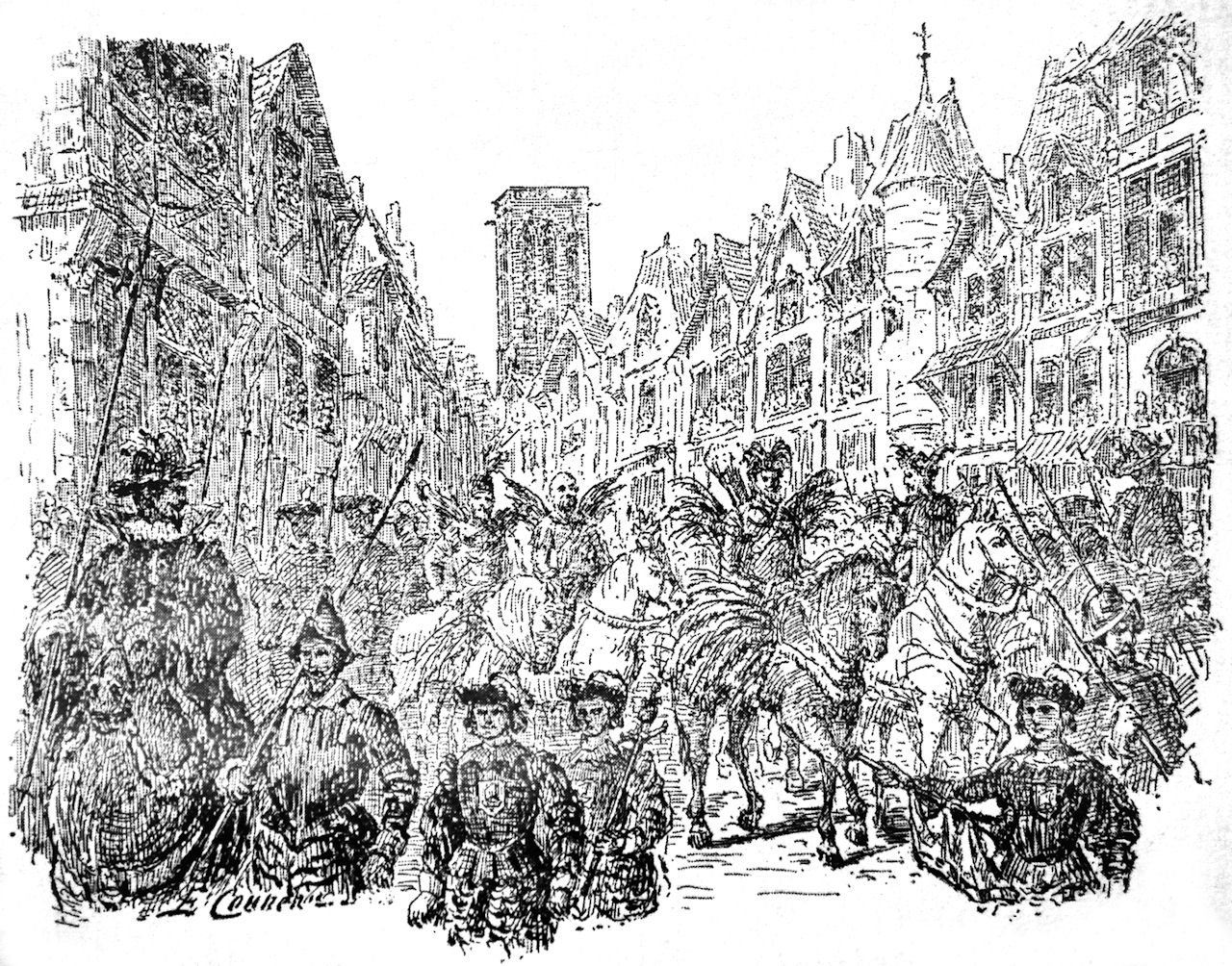
Delegati polacchi scortati da ussari entrano a La Rochelle (Francia), nel 1573 per offrire il trono polacco al futuro Enrico III di Francia.

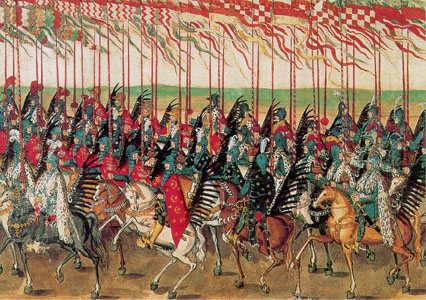
Ussari polacchi entrano a Cracovia - Pergamena di Stoccolma (ca. 1605)

Il diffondersi degli ussari tra le file dell'esercito polacco ricalcò la loro precedente comparsa nel Regno d'Ungheria. Nel 1500, stando agli archivi della tesoreria del Regno di Polonia, alcuni mercenari serbi esuli del principato di Raška (chiamati per questo Racowie nei documenti polacchi) vennero arruolati nei ranghi della cavalleria leggera regia.
Nel 1503, il Sejm (Parlamento) sancì la formazione del primo reggimento di husaria, riunendo inizialmente tre stendardi di mercenari ungheresi ma finendo poi con l'arruolare anche polacchi e lituani. Ancora strettamente legati al vecchio modello di cavalleria leggera degli ussari serbo-ungheresi, gli husaria non si distinsero particolarmente nelle battaglie di Orsza (1514) ed Obertyn (1531). Il materiale iconografico dell'epoca (fondamentale il dipinto Battaglia di Orša conservato al Museo Nazionale di Varsavia) ci conferma, nell'equipaggiamento di questi primi reggimenti di husaria, il perdurare del modello serbo-ungherese: i cavalieri sono armati di lancia, scimitarra di tipo turco e scudo ungherese; mancano completamente elmi e corazze. Già al principio del XVI secolo gli husaria si caratterizzando per la particolare vivacità dei colori delle loro giubbe imbottite e per il singolare copricapo (colbacco) di pelliccia, ornato di penne, che portano in battaglia.
Intorno al 1550, complice il contatto, nelle regioni dell'Ucraina contese tra il Regno d'Ungheria e la Polonia, tra gli ussari serbo-ungheresi e la vecchia cavalleria pesante polacca (Obrona potoczna), l'armamento e l'equipaggiamento degli ussari iniziò ad irrobustirsi. La riforma dell'esercito polacco-lituano voluta dal Re di Polonia Stefano I Báthory (regno 1576-1586), già voivoda (principe) di Transilvania, a partire dal biennio 1574-1576, completata intorno al 1590, portò alla definitiva creazione degli ussari alati, amalgamando il vecchio modello di ussari con la cavalleria pesante per creare un corpo d'élite cui accedevano ormai non più guerrieri fuoriusciti ma i membri della nobiltà polacco-lituana, gli szlachta. Fu sempre durante il regno di Batory che vennero apportati significativi cambiamenti all'armamentario degli ussari; proprio in questo periodo infatti si diffuse l'uso di pesanti spade ricurve basate sul modello della scimitarra, le Batorówke da cui svilupparono successivamente le szable (sciabole).
La vittoria polacco-lituana nella Battaglia di Lubiszew, nel 1577, aprì l'Età d'Oro degli husaria che per oltre un secolo, sino alla Battaglia di Vienna 1683, rimasero invitti sul campo dimostrandosi sempre l'elemento determinante nelle vittorie delle truppe confederate. Esemplare il caso della Battaglia di Klušino (1610), durante la Guerra polacco-moscovita (1605-1618), dove i polacco-lituani, nonostante lo svantaggio numerico di 5 a 1, riuscirono a sconfiggere pesantemente i russi grazie agli ussari alati. Tra le più cocenti sconfitte degli husaria figura invece la Battaglia di Zhovti Vody, durante la Rivolta di Khmelnytsky (1648-1657).
I reggimenti di ussari alati, Towarzysz husarski, raggiunsero l'apice della propria potenza nel 1621, quando l'esercito della corona poteva disporre di ben 8.000 unità di ussari agli ordini diretti del Grande atamano.

### Il declino e la scomparsa
Con lo scemare della ricchezza e della potenza della Confederazione polacco-Lituana, unitamente alle massicce evoluzioni nell'arte della guerra europea (v. Battaglia di Klissow nel 1702), i reggimenti di ussari alati, costosissimi da mantenere e sempre meno funzionali da un punto di vista strategico, vennero sistematicamente ridotti. L'unità venne sciolta definitivamente nel 1775 dal Sejm, che integrò i reggimenti rimasti nelle cosiddette "Brigate di Cavalleria Nazionale".

## Ranghi e Tattica

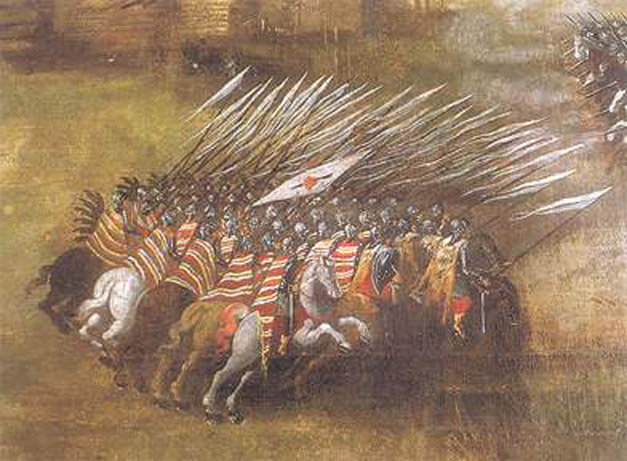
Gli Ussari alati nella Battaglia di Klušino (1610) - Szymon Boguszowicz (1620)

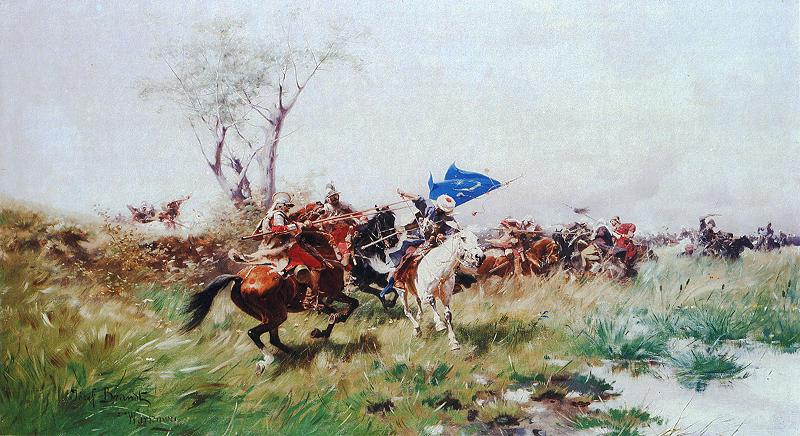
Scontro tra ussari polacchi e cavalieri turchi - Józef Brandt.

L'organizzazione interna dei Towarzysz husarski rivela massicce similitudini con il sistema delle lance in uso presso la cavalleria feudale dell'Europa Occidentale. Il Towarzysz ("Compagno") era a capo della sua lancia (kopia) comprendente altri 2-5 husaria a lui sottoposti, i pocztowy, e come lui equipaggiati, più altri servitori (czeladnicy) con compiti sia militari che di assistenza (lavori da maniscalco, cura degli animali etc.). Gruppi di 30-60 kopie formavano uno squadrone (chorągiew, letteralmente "stendardo") di circa 300 uomini comandato da un rotmistrz (rotameister o reitermeister in lingua tedesca). Lo stendardo vero e proprio (chorąży) era portato in battaglia dal porta-stendardo (znak) facente funzione di secondo in comando del rotmistrz. Altre figure di sottufficiali, certamente presenti, non sono ad oggi adeguatamente analizzate/analizzabili. La kopia del rotmistrz era più grande rispetto alle altre e comprendeva anche dei musici (tamburini e trombettieri).
La tattica prediletta degli husaria era, in buona sostanza, un'evoluzione della carica a lancia in resta tipica della cavalleria pesante medievale. Divisi in chorągiew, i cavalieri alati cominciavano la carica al trotto, in formazione non ancora serrata al fine di ridurre l'efficacia dalla prima salva di proiettili sparata contro di loro dalla fanteria nemica. Durante le operazioni di ricarica del nemico, gli husaria, con i cavalli ormai lanciati al galoppo, stringevano i ranghi ed impattavano contro il bersaglio. Una volta penetrati nei ranghi nemici, i cavalieri polacco-lituani abbandonavano le lance in favore delle armi da mischia e/o delle armi da fuoco. Disimpegnatisi dalla mischia, gli husaria si rifornivano di lance e ripartivano all'attacco con la medesima prassi, proseguendo fino alla rottura del fronte avversario.
L'evidente differenza tra la carica dei polacco-lituani e quella della convenzionale cavalleria pesante europea è la divisione in squadre d'attacco. Anche al momento di serrare i ranghi prima dell'urto, gli squadroni di husaria si garantivano adeguata mobilità sui lati, onde potersi disimpegnare, senza mai compattarsi in una caotica valanga di uomini e cavalli bardati. La cavalleria della confederazione colpiva dunque lo schieramento nemico non con un unico cuneo bensì con affondi mirati in diversi punti, portati contemporaneamente o quasi dalle varie squadre d'attacco. Durante la Battaglia di Klušino (1610), grazie a questa mobilità, gli ussari alati al comando del Grand Hetman Stanisław Żółkiewski ripeterono le loro cariche contro il nemico una decina di volte, annientando l'esercito dei russi.
Di fronte alla capacità offensiva degli husaria, riusciti a combinare sia la mobilità della cavalleria leggera che la potenza penetrante della cavalleria pesante, l'unico efficace sistema di difesa era il tabor cui già avevano fatto ricorso gli hussiti per resistere alle cariche dei cavalieri tedeschi nel XV secolo. Onde riuscire a snidare i fanti nemici dal circolo dei carri corazzati, i polacco-lituani svilupparono un sistema di artiglieria mobile, colubrine di piccolo calibro montate su carri facilmente trainabili, da affiancare ai ranghi degli ussari alati.
La carica vincente degli husaria era sostanzialmente dovuta a due fattori: il ferreo addestramento dei cavalieri e la limitata capacità offensiva delle salve sparate dai moschetti del XVII secolo. Le migliorie apportate al sistema di munizionamento al principio del XVIII secolo ridussero notevolmente la capacità degli ussari alati di decidere l'esito degli scontri. Già ai primordi del Settecento, l'esito della Battaglia di Klissow (1702), dove i moschettieri di Carlo XII di Svezia decimarono le file della cavalleria polacca, dimostrò come una truppa di fantaccini in grado di sparare e ricaricare rapidamente fosse perfettamente in grado di vanificare l'assalto della più temuta cavalleria del mondo.

## Equipaggiamento

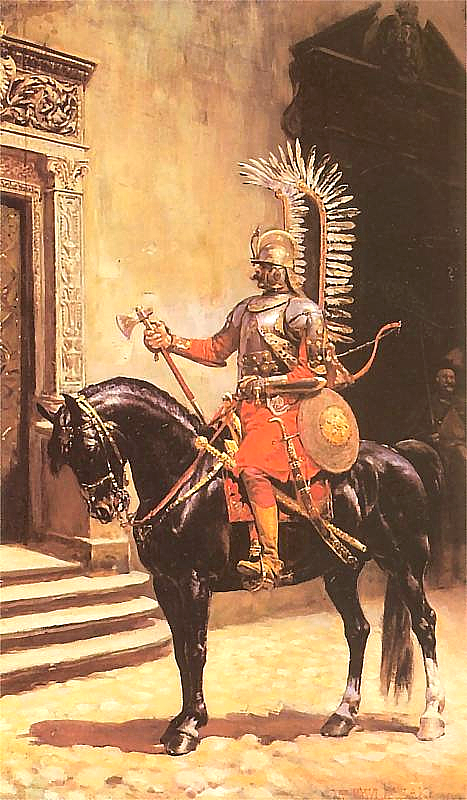
"La guardia del Hetman" - Wacław Pawliszak.

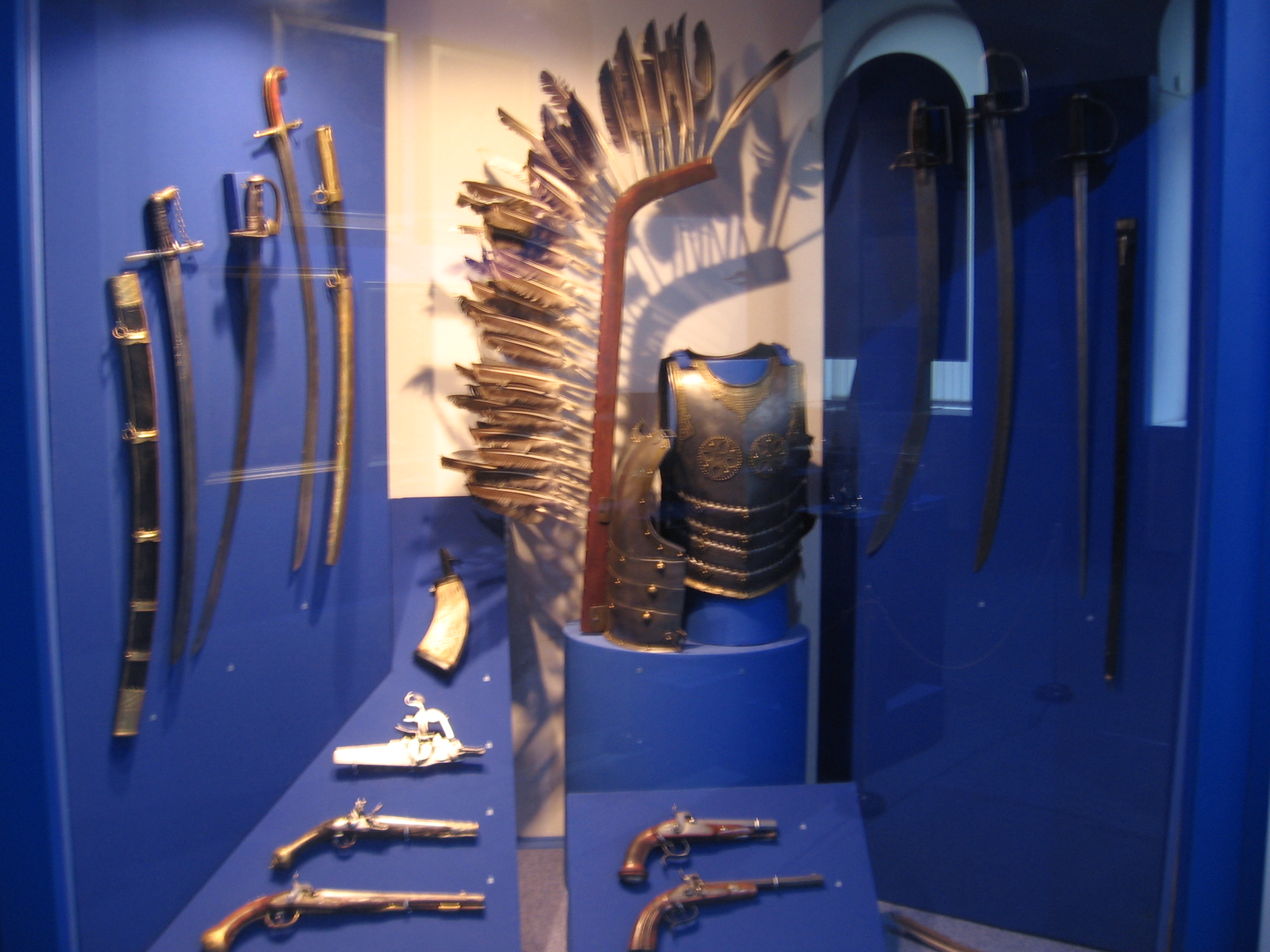
Panoplia da ussaro alato, Museo Nazionale della Repubblica di Bielorussia.

### Panoplia
Al contrario delle formazioni di ussari in forza ad altri eserciti, gli husaria costituivano la forza d'urto principale della cavalleria polacco-lituana. Il loro equipaggiamento, di conseguenza, differiva enormemente rispetto a quello degli usseri serbo-ungheresi e dei successivi ussari del XVIII secolo.
L'armamento di base degli ussari alati, nel periodo 1574-1705, era così composto:
- kopia, una lancia da cavalleria di notevole lunghezza (4,5-6,2 metri), con asta molto leggera e punta metallica di dimensioni notevoli, atta a superare la selva delle picche della fanteria avversaria; sotto la punta, era assicurato un pennone lungo oltre 2 metri;[8]
- kopijka, una kopia più corta (3-3,5 metri) per le schermaglie contro la cavalleria turca o tartara;
- szabla, pesante spada monofilare, archetipo da cui si sviluppò la sciabola occidentale, portata sul lato sinistro della sella;
- nadziak, picco d'armi;
- czekan, martello d'armi;
- topór, ascia d'armi;
- obuch, mazza d'armi;
- bandolet, primitiva forma di carabina[9], obbligatoria dopo il 1680.

Rispetto alla truppa, i towarzysz portavano anche:
- koncerz, lungo stocco, riposto sotto alla sella;
- palash, pesante costoliere da cavallo, riposto sotto alla sella;
- pistola a ruota (due forse anche quattro);[9]
- arco composito di modello turco-tartaro, poi divenuto un simbolo del corpo degli ussari.

Le corazze degli ussari alati mescolavano elementi orientali ed occidentali:
- il corpo degli husaria era protetto da corazze a lamine metalliche simili a quelle della cavalleria pesante europea. Molti ussari alati indossavano corazze a 3/4, prive cioè di protezioni per le gambe, prodotte dai maniscalchi della Repubblica di Venezia ma non erano rari i casi di corazza a piastre più massiccia, con cosciali lamellari, simile a quella dei corazzieri austro-tedeschi. Le armature meno ingombranti erano spesso rinforzate da protezioni per l'avambraccio di tipo orientale, come i karwasz dei guerrieri persiani;
- gli husaria, portassero o meno protezioni per le gambe, calzavano alti stivali di cuoio;
- gli elmetti erano derivati dallo szyszak turco e modificati secondo la linea del morione, con robusti para-nuca lamellari ed il nasale modificato in una visiera copriviso; la truppa portava semplicemente degli elmetti szyszak turchi di metallo scurito;
- i towarzysz indossavano, sotto alla corazza, un usbergo in maglia di ferro;
- durante il regno di Giovanni III Sobieski si diffuse, tra i più ricchi, la moda di una corazza a squame dalla linea marcatamente orientale, il karacena.[10]

L'equipaggiamento di ogni kopia di husaria era a spese del towarzysz.

### Ali e pellicce

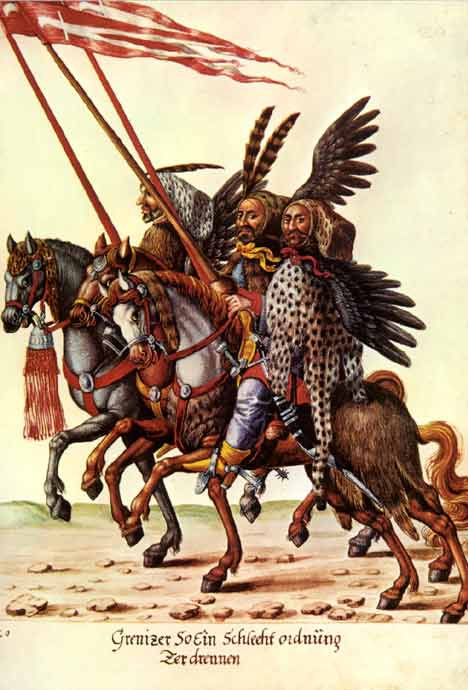
Deli ottomani dal Codex Vindobonensis 8626 (ca. 1590) di Heinrich Hendrowski.

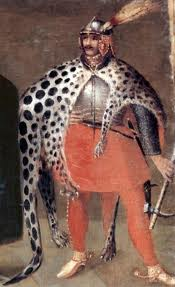
Husaria polacco (ca. 1620).

Caratteristica distintiva degli ussari di Polonia erano le ali, fissate alla sella in un primo momento ed alla cintola o alla sezione lombare della corazza a lamine metalliche poi. L'ala era in realtà un'asta con la sommità ricurva e rivolta in avanti, alta oltre un piede sopra la testa del cavaliere, nella quale venivano inserite penne di diversi colori.
Le teorie più accreditate, già avanzate dallo storico polacco Jędrzej Kitowicz a metà del XIX secolo, vedono in queste ali un forte elemento di guerra psicologica: gli ussari alati dovevano apparire maestosi e inarrestabili. Una teoria meno accreditata sostiene che le ali, durante la carica, producessero un fruscio o un fischio in grado di spaventare i cavalli avversari. Ancora, si vorrebbe vedere nelle ali una sorta di precauzione atta a proteggere l'ussaro dall'attacco del lazo cui erano soliti ricorrere i tartari o gli akinci ottomani nella mischia; teoria comunque questa poco verosimile dato che l'attacco con il lazo mirava alla testa/collo del bersaglio e non al torso. Dato certo è che le ali degli ussari non erano obbligatorie né forzatamente realizzate con piume di aquila.
In realtà, l'uso dei polacco-lituani di decorare la loro corazza, la loro sella e la gualdrappa del loro cavallo con penne di rapace si riallaccia quasi certamente alla tradizione dello sciamanesimo dell'Europa Orientale. Ancor prima di ricorrere alle ali, gli husaria coprivano infatti di penne il loro scudo. Quando Stefano Báthory riformò l'esercito e proibì alla sua cavalleria l'uso dello scudo, le penne vennero inserite su aste di legno fissate alla sella e si diffusero le "ali".
Altro elemento distintivo degli ussari alati erano le pellicce con cui impreziosivano la loro panoplia. I towarzysz portavano una pelliccia di leopardo (a volte tigre, giaguaro o leone) sulla spalla sinistra o come gualdrappa per la loro cavalcatura. Agli starszyzna erano riservate le pellicce di lupo, lince ed orso bruno.
È molto interessante osservare che il ricorso degli ussari polacchi all'uso di penne di uccello rapace ed a pellicce esotiche come elemento decorativo richiama molto da vicino una prassi in uso presso un'unità militare dell'esercito ottomano: i Deli (letteralmente, i "folli", in lingua turca). I Deli erano una forza di cavalleggeri reclutati nei possedimenti balcanici dell'Impero ottomano, spesso in Serbia, armati di lancia, sciabola e scudo, cioè più o meno come i primi ussari serbo-ungheresi. Al pari degli husaria, anche i deli solevano indossare pellicce di animali esotici e decorare le loro selle, i loro scudi ed i loro cavalli con penne di uccello rapace al fine di presentarsi come una spaventosa visione al loro nemico.

### Cavalcature

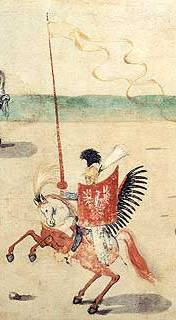
Ussaro alato con cavallo "tinto" di rosso - Pergamena di Stoccolma (ca. 1605).

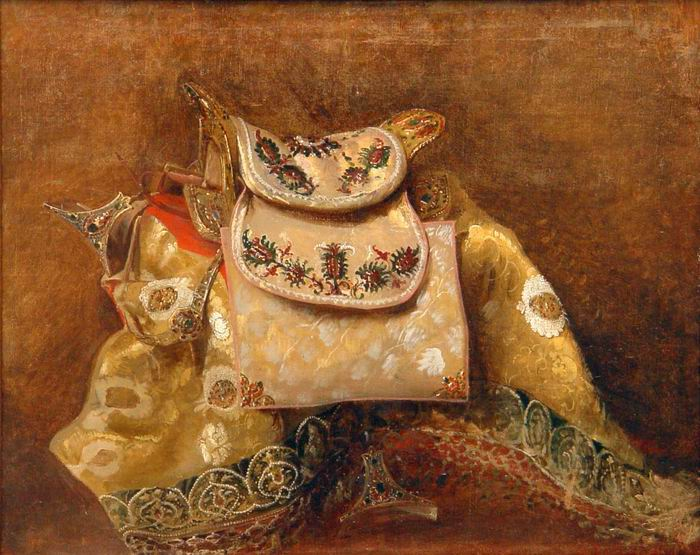
Sella di tipo polacco - particolare da "Ivan il terribile e Harsey", di Alexander Litovchenko (1875).

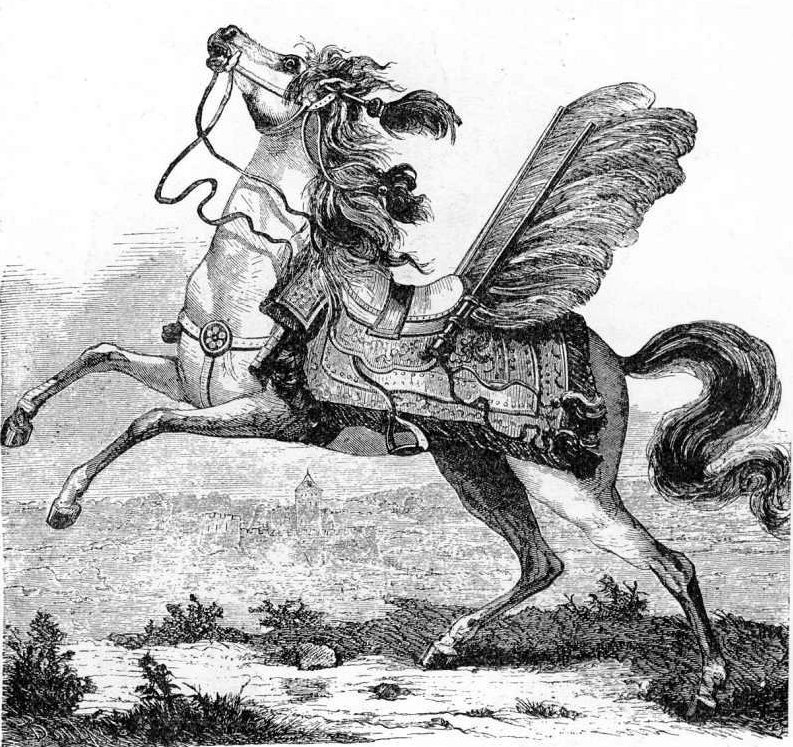
Cavallo da husaria bardato.

I cavalli degli ussari ci vengono descritti dai cronisti del XVI secolo (fondamentale l'inglese Fynes Moryson, presente in Polonia nel 1593), come bestie di piccola statura, grande agilità e grande audacia. Fidando su simili cavalcature, gli ussari alati erano in grado di spostarsi rapidamente da un campo di battaglia all'altro, manovrare con facilità durante le cariche cavaliere-vs-cavaliere e penetrare a fondo tra le linee della fanteria nemica. Quest'insieme di fattori rese gli ussari polacco-lituani un avversario temibile per tutte le cavallerie del XVII secolo, dai corazzieri occidentali ai predoni tartari e cosacchi.
Le razze equine attualmente esistenti in Polonia, frutto di una selezione guidata da dettami sportivi e pratico-lavorativi intensificatasi nel corso del XIX secolo, non permettono agli studiosi di farsi una chiara idea del come i cavalli degli husaria dovessero effettivamente essere. Le descrizioni di Moryson degli animali in forza ai cavalieri alati polacco-lituani porterebbero a supporre l'uso di bestie ibride, ottenute incrociando gli agili cavallini dei tartari, i Tarpan, con le razze originarie delle foreste baltiche, quali ad esempio il Žemaitukas già usato come cavallo da guerra dai lituani durante le Crociate del Nord (XII-XIII secolo). I continui contatti e scontri dei polacchi con i turchi devono però aver forzatamente contribuito al diffondersi, nelle terre della Confederazione Polacco-Lituana, di equini orientali come l'Akhal-Teke ed il cavallo turcomanno, razziati o comprati dagli ottomani, il cui sangue avrebbe finito con il trasformare i cavalli degli husaria in una razza forse simile al cavallo del Don selezionato dai cosacchi. Sappiamo inoltre che l'importazione di cavalli dai territori della Confederazione contribuì, nel XVIII secolo, alla selezione della razza Trakehner nella Prussia Orientale.
La spesa profusa dalle forze confederate nei cavalli per gli husaria era enorme: ogni bestia costava all'incirca 200 czerwony złoty (monete d'oro di battitura germanica) e la maggior parte dei towarzysz ne aveva almeno cinque. Nel 1685, la spesa complessiva per i cavalli da parte dei polacco-lituani fu di 5.100 polski złoty (monetazione aurea ufficiale della Confederazione, equivalente a 153.000 czerwony złoty).
Al pari dei loro cavalieri, anche i cavalli degli ussari erano bardati con pellicce di animali e penne d'aquila. Per motivi cerimoniali o durante le parate, le loro code e criniere venivano spesso tinte a colori vivaci mentre, durante le battaglie, il ventre e le zampe delle bestie erano interamente coperti da una tinta rossastra.
Le selle ed i finimenti degli husaria, molto simili nella linea a quelli utilizzati dai tartari, erano però opere di pelletteria sontuosamente decorate. I tessuti utilizzati per le gualdrappe e le coperte erano ornati di ricami floreali vicini al gusto persiano, impreziositi da cuciture a filo d'oro. Nella scelta dei colori, imperavano le tinte vivaci, come il rosso.
La cura profusa dagli ussari polacchi nel decorare i loro cavalli colpì persino i francesi, in occasione dell'arrivo a Parigi degli ambasciatori confederati giunti a recare la corona polacca al futuro Enrico III di Francia nel 1573. Le pellicce di fiere (leoni, tigri, lupi, pare anche orsi polari) usate come gualdrappa erano sistemate in modo che il cranio disossato del predatore calzasse come un cappuccio sulla testa del cavallo, mentre le zampe scuoiate ne cingevano come una sciarpa il collo o penzolavano sopra quelle dell'equino. Gli zoccoli erano coperti da ciabatte in oro o argento destinate a cadere al suolo durante la parata, in uno sfoggio di mera opulenza.
Come per l'equipaggiamento, anche i cavalli di ogni kopia di husaria erano a spese del towarzysz.

## Battaglie famose
- Lubieszow (1577)
- Byczyna (1588)
- Kokenhausen (1601)
- Kircholm (1605), battaglia decisiva nella guerra fra Polonia e Svezia;
- Kłuszyn (1610), battaglia decisiva nella guerra fra Polonia e Russia;
- Cecora (1620)
- Chocim (1621), battaglia in cui circa 560 ussari sbaragliarono 10.000 fra fanti e cavalieri turchi;
- Trzciana (1629)
- Martynow (1624)
- Ochmatow (1644)
- Chocim (1673)
- Leopoli (1673)
- Vienna (1683), battaglia decisiva nella guerra fra Austria e Impero ottomano.

## Cultura di massa
La band Power metal Sabaton ha voluto fare un tributo agli Ussari alati in una sua canzone "Winged Hussars" contenuta nell'album The Last Stand (Sabaton).
La truppa di cavalleria pesante imperiale chiamata "Lanceri alati kisleviti" in Warhammer prende chiaramente spunto dagli ussari alati polacchi.

## Galleria d'immagini

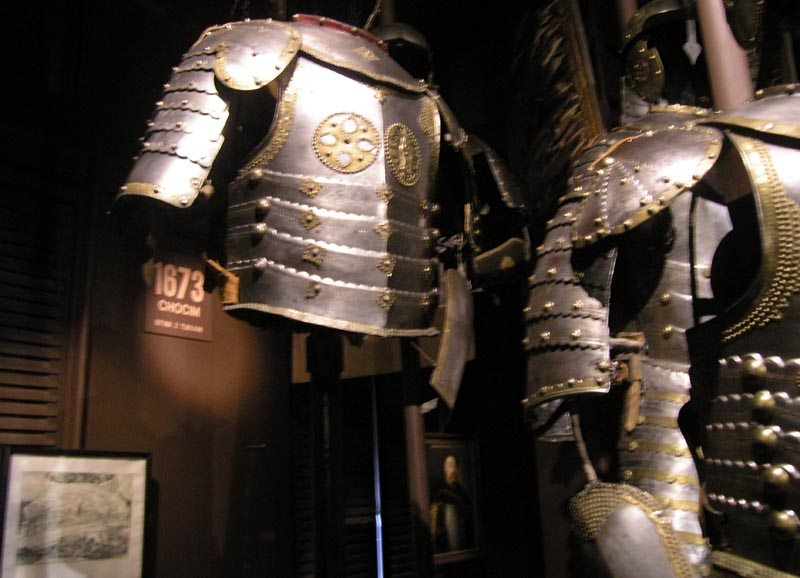
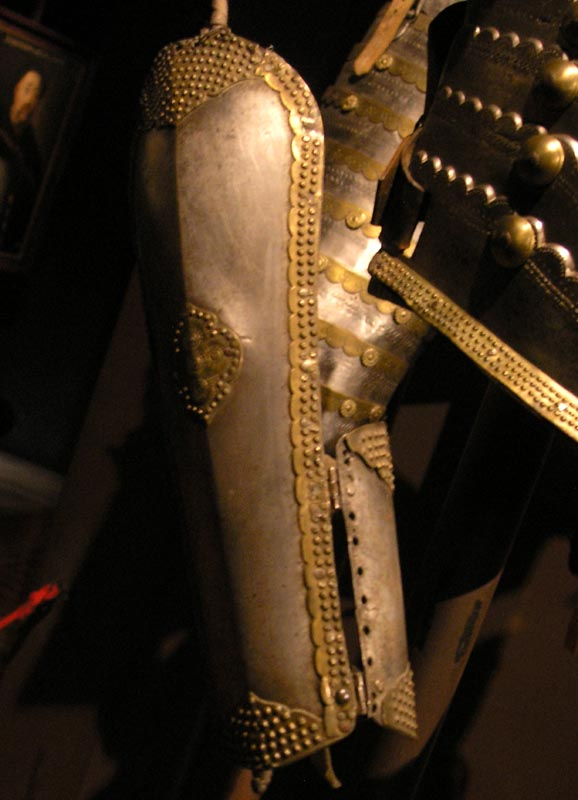
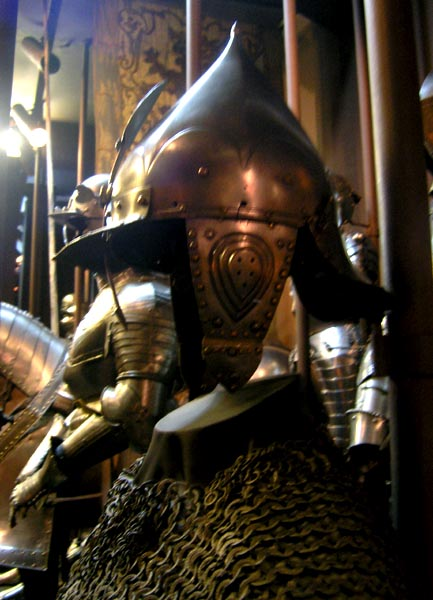
Elmetto szyszak di fattura turca
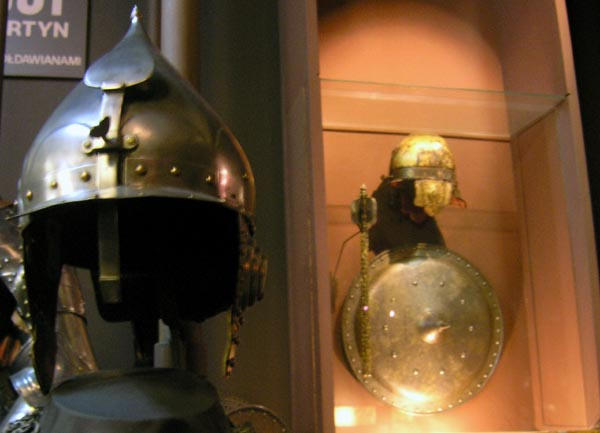
Elmetto szyszak di fattura turca - vista frontale
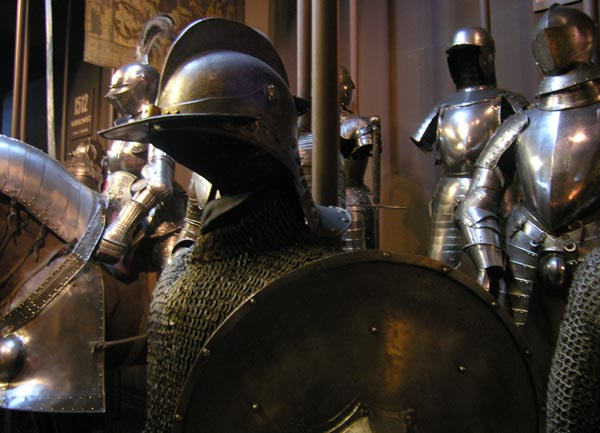
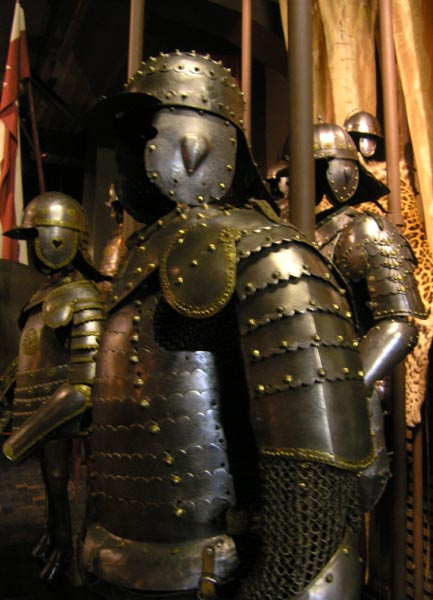
Armature di Ussari alati tipo Anima
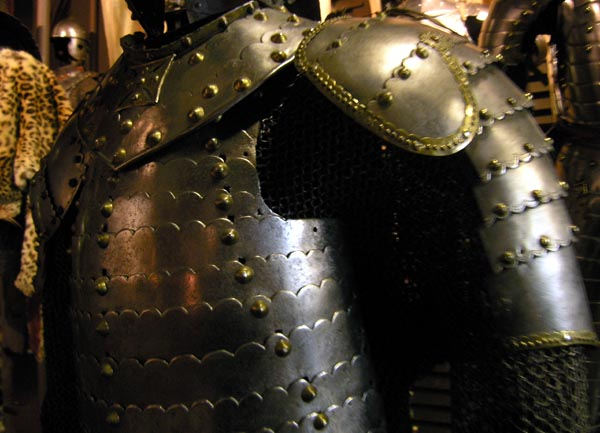
Armature di Ussari alati tipo Anima
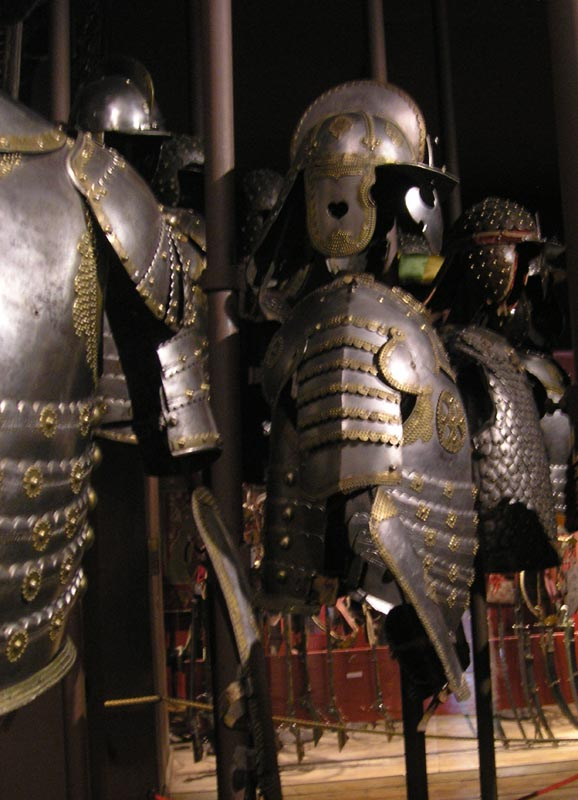
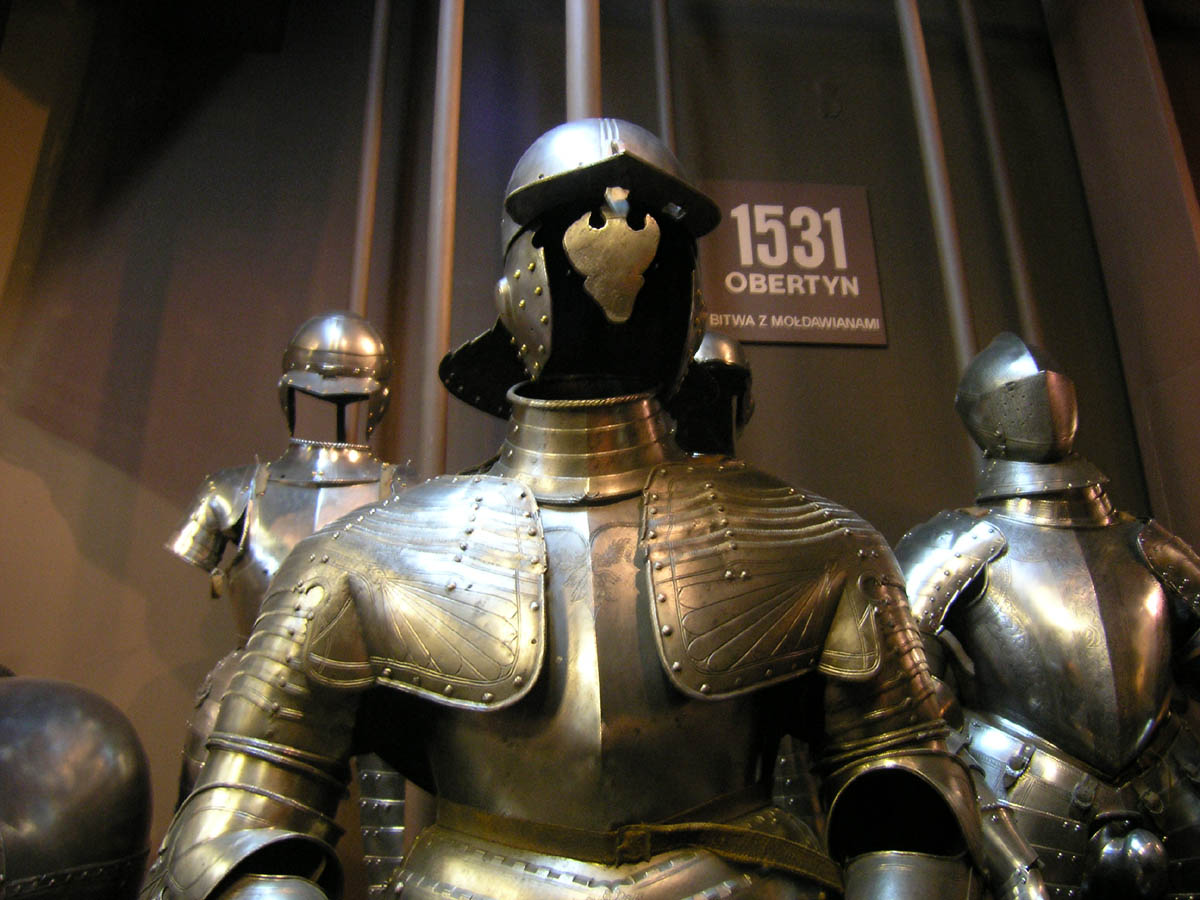
Armatura a piastre completa di Ussaro alato
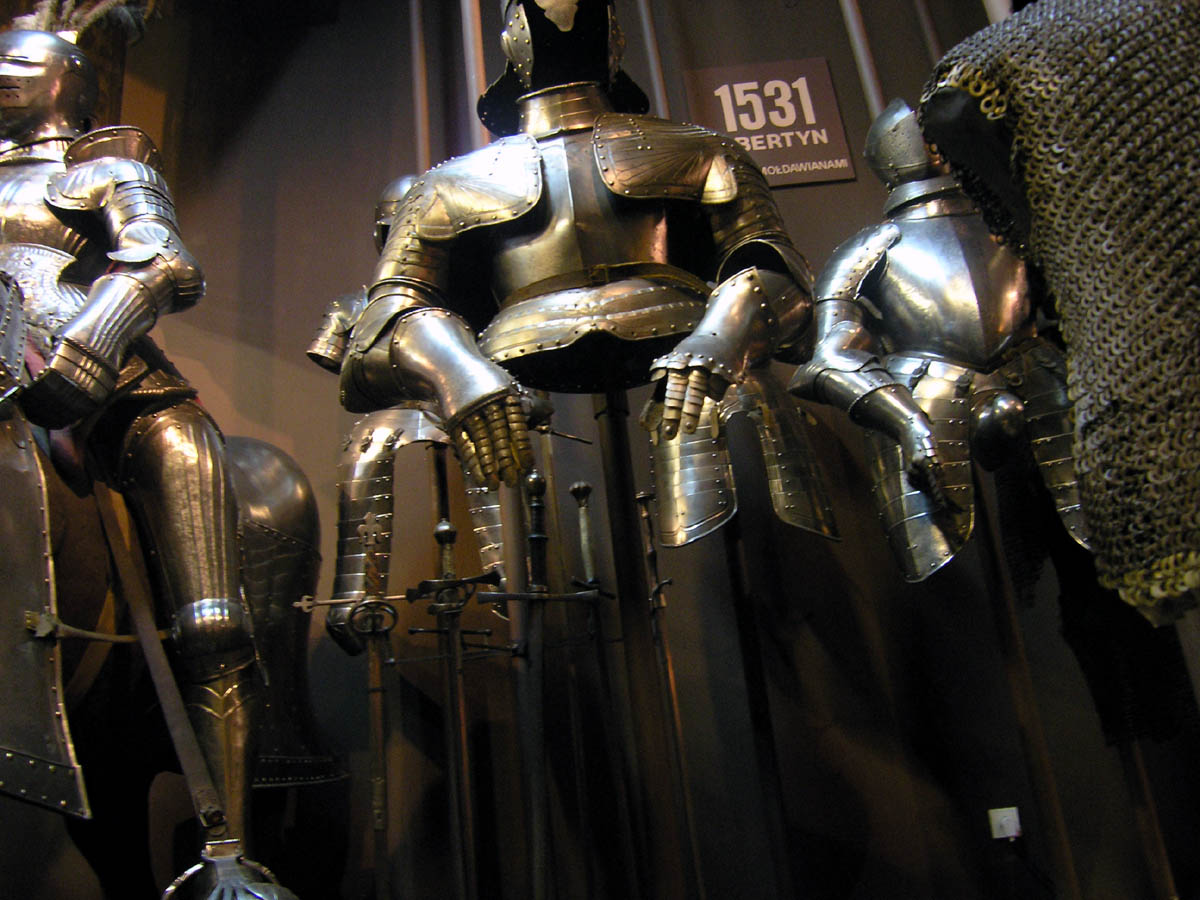
Armatura a piastre completa di Ussaro alato
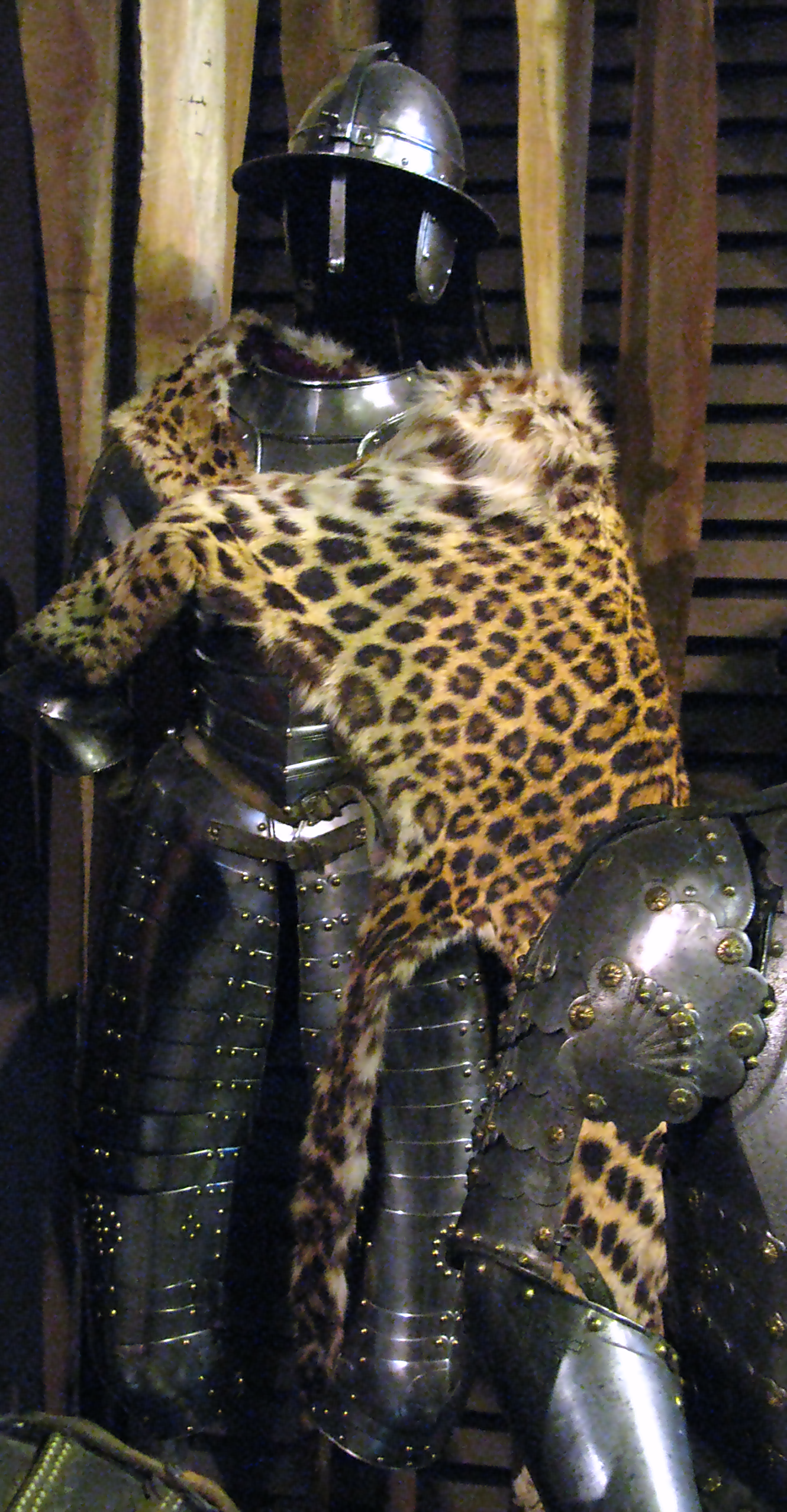
Armatura a lamine tipo corazziere con pelliccia di leopardo
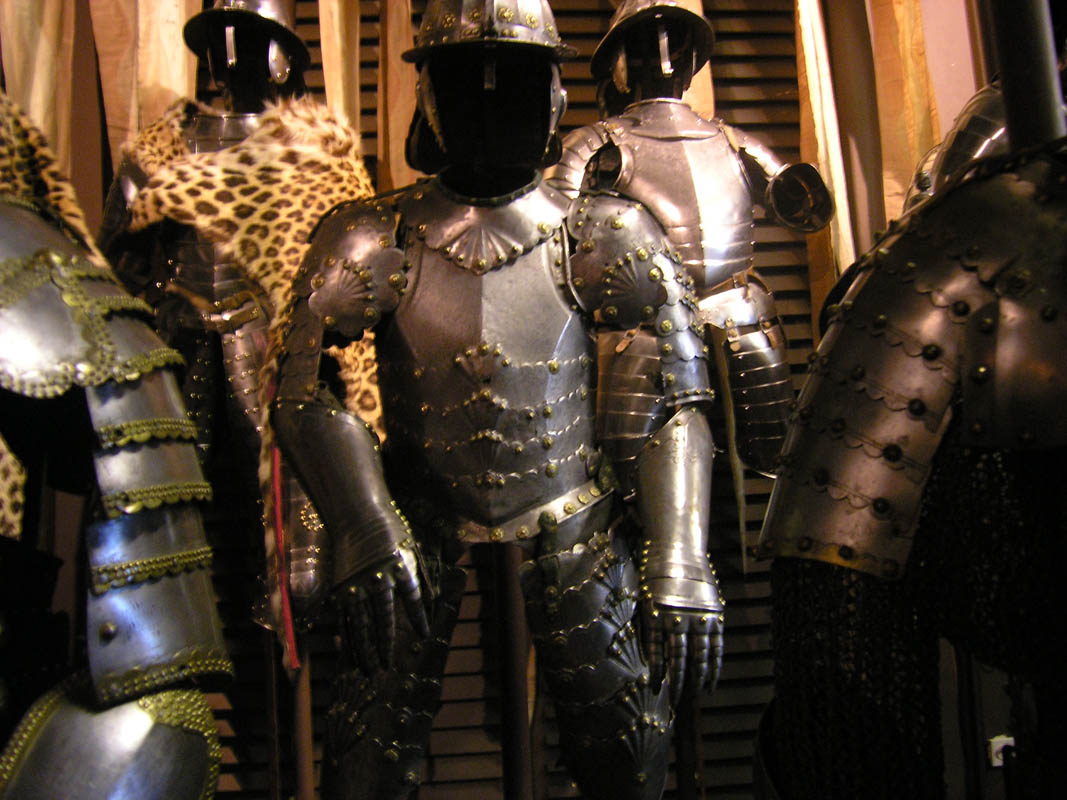
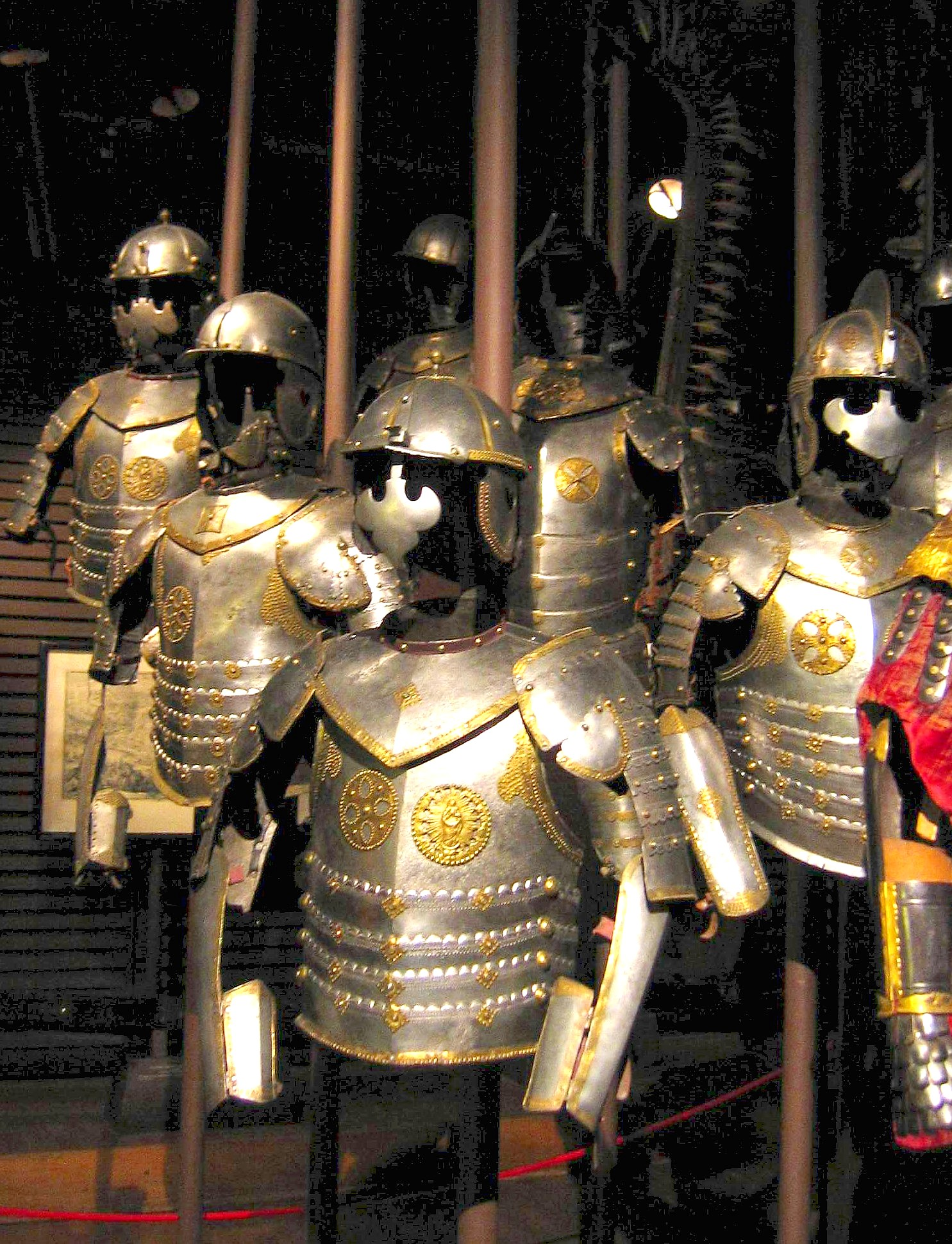
Armature di Ussari alati
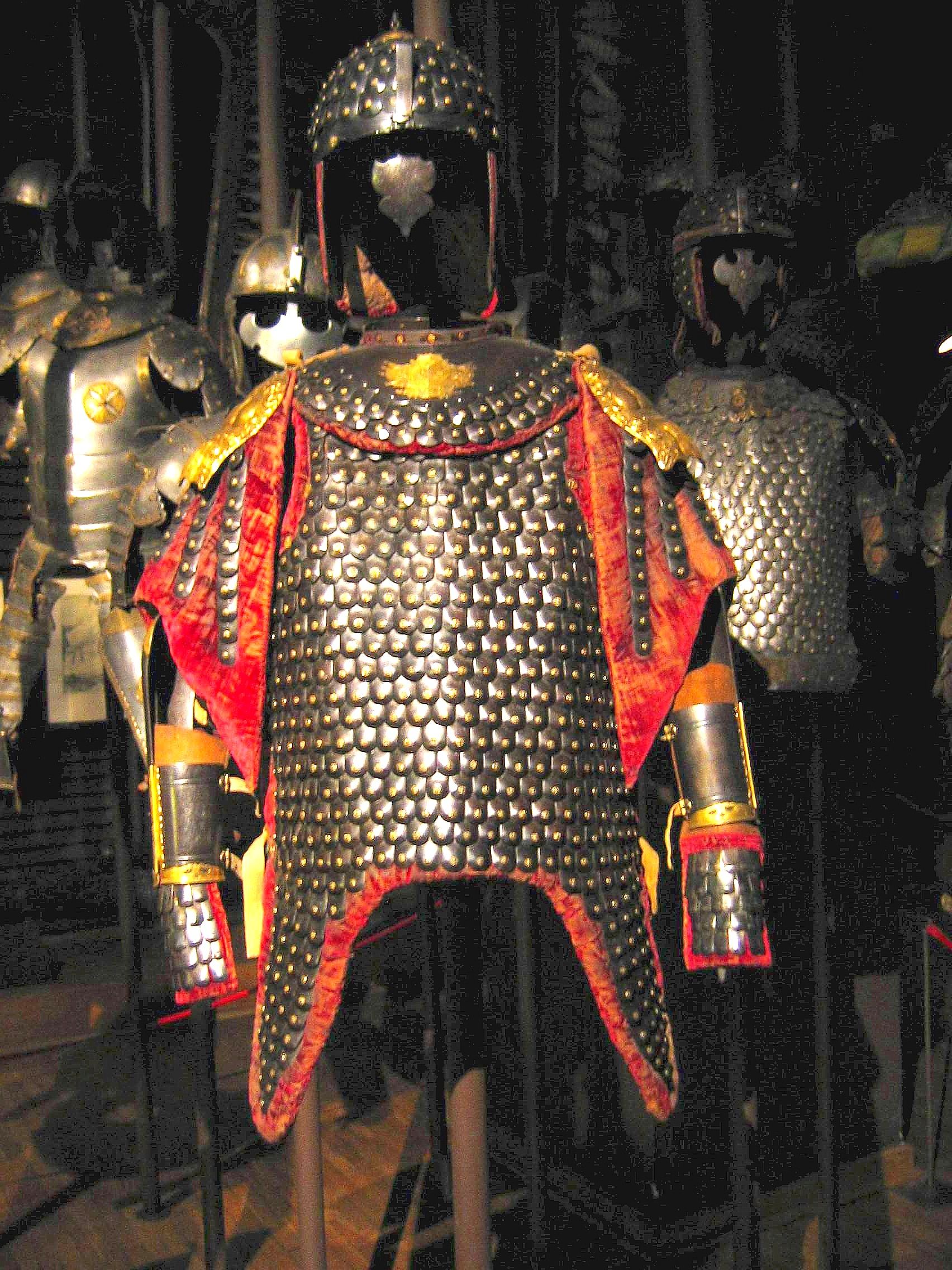
Armatura di Ussaro del tipo Karacena
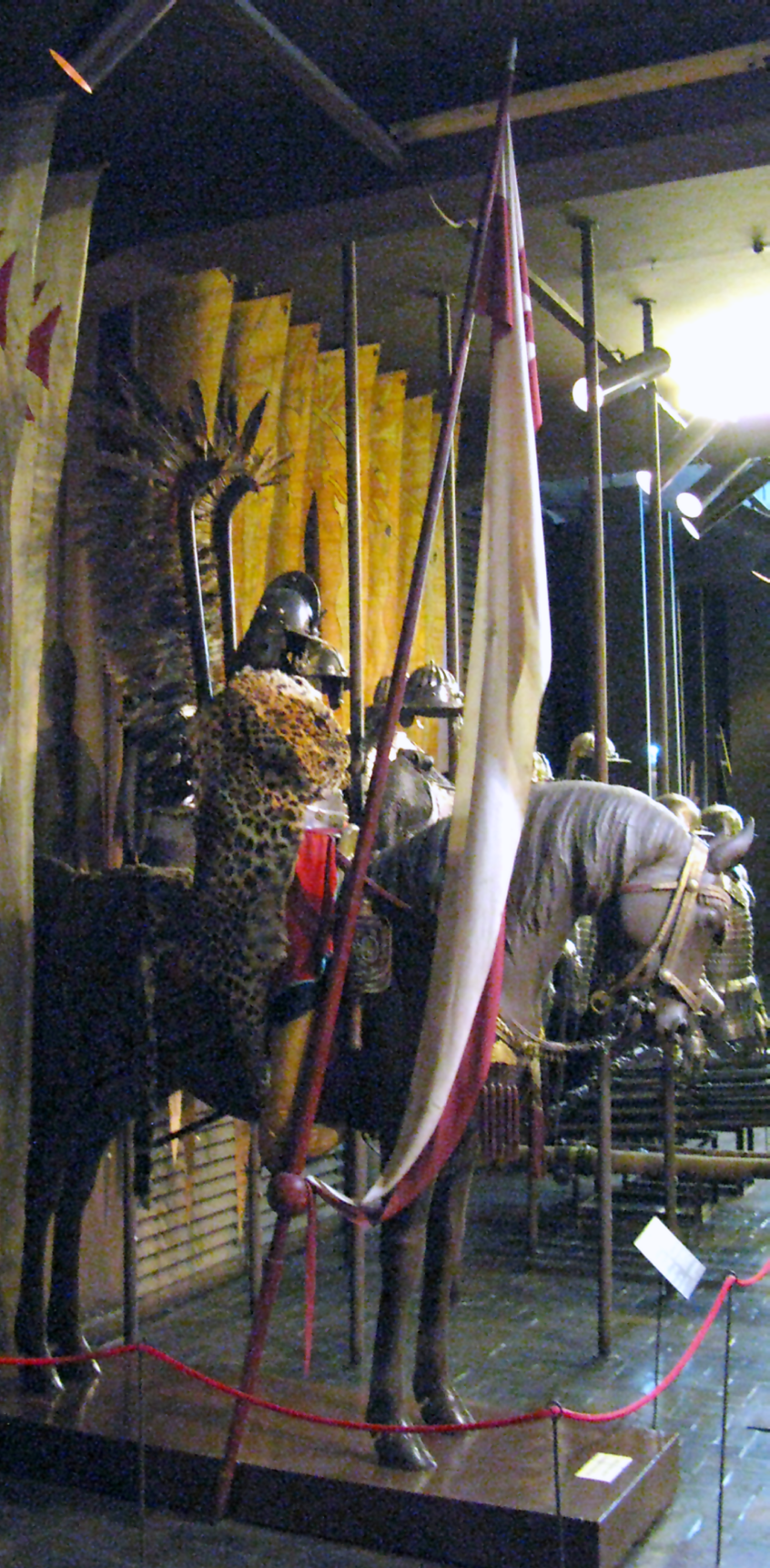
Armature di Ussari alati in sella
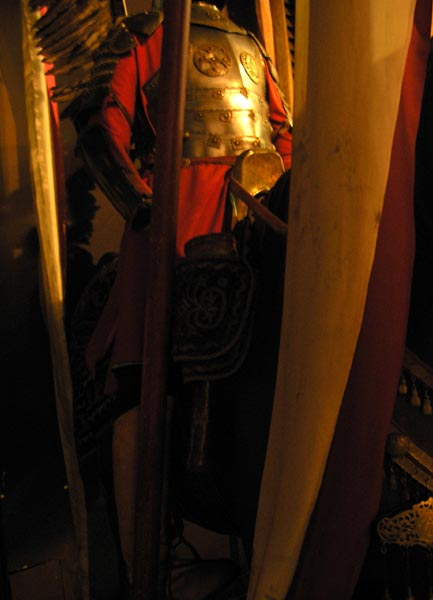
Armature di Ussari alati in sella - particolare
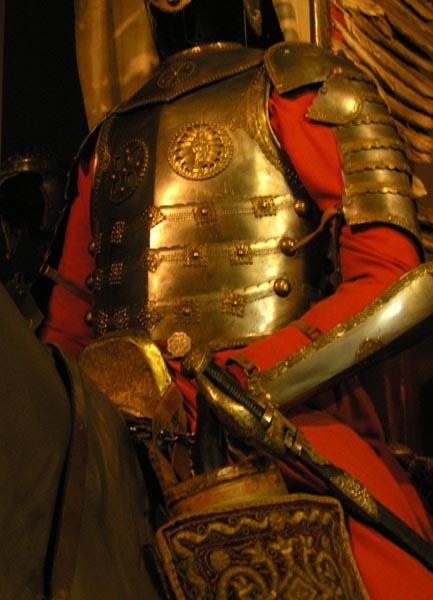
Armature di Ussari alati in sella - particolare
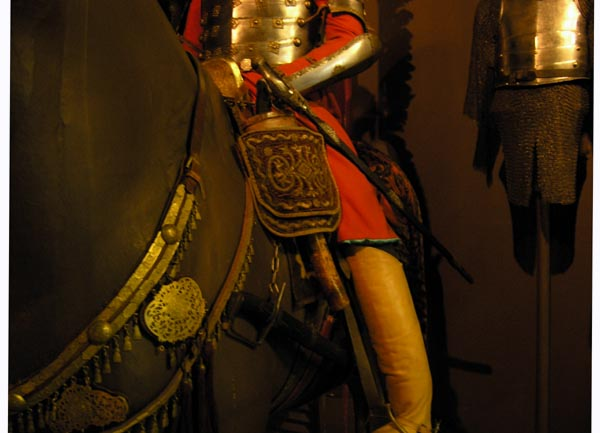
Armature di Ussari alati in sella - particolare
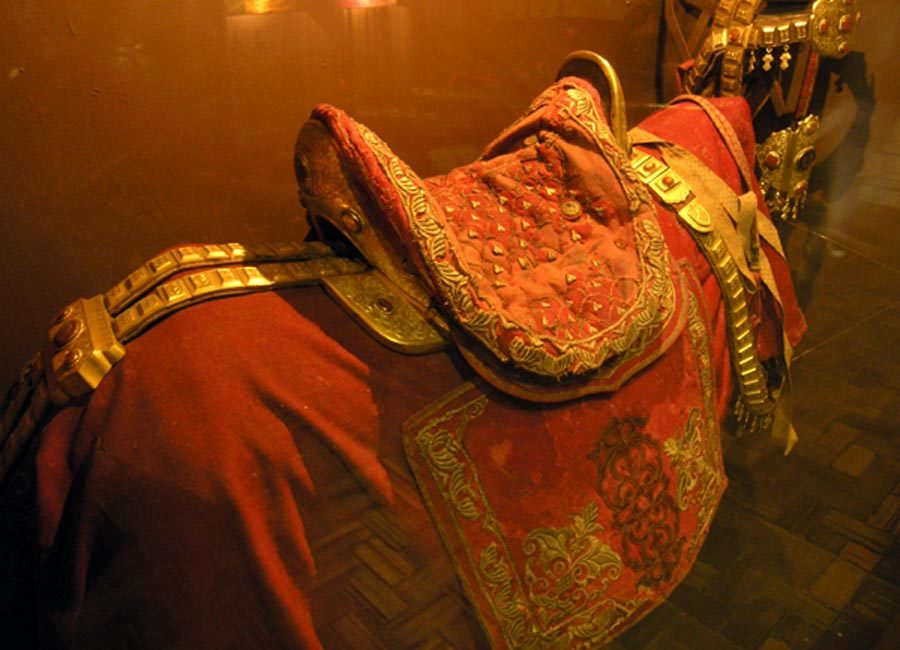
Sella da ussaro
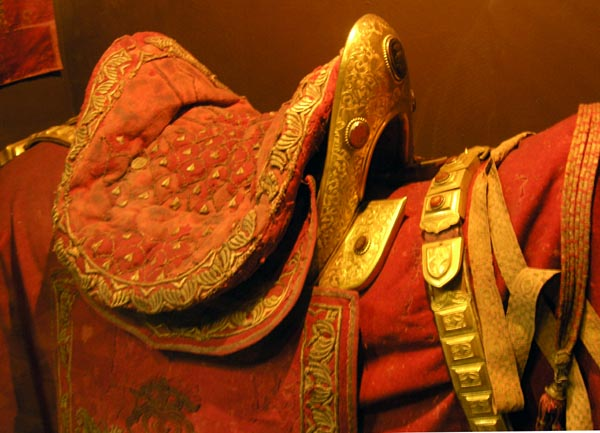
Sella da ussaro

## Bibliografia

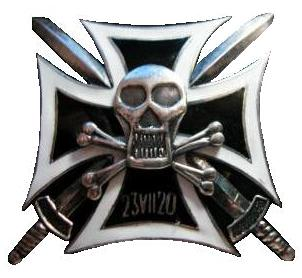
La "Testa di Morto" fu il simbolo della Divisione "Ussari della Morte Polacchi" durante la Guerra Polacco-Sovietica del 1920

### Esplicative
1. ↑  Moryson 1903, p. 82 : I loro [dei polacchi] cavalli sono di statura inferiore rispetto a quelli dei turchi ma di non minore agilità e singolari per l'audacia in tutte le manovre di guerra.
2. ↑  La Polonia è stata per l'appunto una delle nazioni in cui i Tarpan sono sopravvissuti più a lungo.
3. ↑  Moryson 1903, p. 83 : Non solo i soldati ma anche gli ambasciatori ed i loro [dei polacchi] nobiluomini usano coprire i quarti posteriori dei cavalli con le ali di un'aquila o la pelliccia di una tigre o di un leopardo o altro simile ornamento, sia per motivi di bellezza che per sembrare più terrificanti, così, in generale, tutti li hanno coperti, chi più chi meno riccamente.

### Bibliografiche
1. ↑   Nolan CJ, The Age of Wars of Religion, 1000-1650 : An Encyclopedia of Global Warfare and Civilization, Greenwood Publishing Group, 2006,  p. 428, ISBN 978-0-313-33733-8.
2. ↑   Warfare in Eastern Europe, 1500-1800, BRILL, 6 gennaio 2012,  p. 7 e s., ISBN 978-90-04-22198-7.
3. ↑   Sarnecki W, Medieval Polish Armies 966-1500, Osprey Publishing, 2008,  p. 19, ISBN 978-1-84603-014-7.
4. ↑  Brzezinski 1987a, p. 14.
5. ↑  Brzezinski 1987a, p. 12.
6. ↑  (PL) Podhorodecki L, Kluszyn 4 July 1610, in Sławne bitwy Polaków ("Famose battaglie dei polacchi"), Wydawnictwo Mada, 1997, ISBN 83-86170-24-7. URL consultato il 9 aprile 2006 (archiviato dall'url originale il 18 marzo 2006).
7. ↑  (PL) Nagielski M, STANISŁAW ZÓŁKIEWSKI herbu Lubicz (1547–1620) hetman wielki, in Hetmani Rzeczypospolitej Obojga Narodów, Wydawn. Bellona, 1995,  p. 136, ISBN 978-83-11-08275-5. URL consultato il 16 giugno 2012.
8. ↑  Beauplan, s. 170.
9. 1 2  Brzezinski 1987a, p. 16.
10. ↑  (PL) Gradowski M, Słownik uzbrojenia historycznego, Varsavia, 1998,  pp. 127-128, ISBN 83-01-12390-7.
11. 1 2  Kitowicz 1840.
12. ↑  Brzezinski 1987a, p. 15.
13. ↑  (PL) Sawicka Z, Koń w życiu szlachty w XVI-XVIII w., Toruń, 2002,  p. 46, ISBN 83-7174-839-6.
14. ↑  Cichowski 1981, p. 97.
15. ↑  Moryson 1617, IV, 68.
16. ↑  Hutor, pp. 22 e 62.
17. ↑  Thour 1604, cc. liv-lvii.

### Fonti
- Bassano L, Costumi, et i modi particolari de la vita de' turchi, Monaco di Baviera, 1963  [1545].
- (FR) Beauplan GV: de, Description d'Ukraine, Rouen, 1660.
- (EN) Moryson F, An Itinerary written by Fynes Moryson Gent. containing his ten yeers travell through the twelve dominions of Germany, Bohmerland ... France, England, Scotland, and Ireland, Londra, 1617.
- (EN) Moryson F, Shakespeare's Europe: Unpublished Chapters of Fynes Moryson's Itinerary. Being a survey of the condition of Europe at the end of the 16th century, Londra, 1903.
- (FR) Nicolay N: de, Discours et histoire véritable des navigations, pérégrinations et voyages, faicts en la Turquie, Anversa, 1586.
- (PL) Szymanowski SH, Mars Sauromatski, to jest od szczęśliwej koronacyjej Naiaśniejszego Władyslawa IV, z łaski Bożej króla polskiego etc. krótkie opisanie różnych ekspedycyj Jaśnie Oświeconemu Ksiażeciu J.M. Jeremiemu Michałowi Korybutowi, książęciu na Wiśniowcu Wiśniowieckiemu, Panu swemu Mciwemu, wydany przez Samuela Hutora Szymonowskiego z Kleczan, Varsavia, 1642.
- (LA) Thour JA: de, Historiae sui temporis, Parigi, 1604.

### Studi
- AAVV (2004), Przewodnik Galeria „Broń i barwa w Polsce”, Cracovia, ed. Muzeum Narodowe w Krakowie.
- Bocheński, Zbigniew (1960), Ze studiów nad polską zbroją husarską, in Rozprawy i sprawozdania Muzeum Narodowego w Krakowie, t. VI.
- (EN) Brzezinski R, Polish winged hussar, 1500-1775, Osprey Publishing, 2005, ISBN 1-84176-650-X.
- (EN) Brzezinski R, Polish armies 1569-1696 : Part 1, Osprey Publishing, 1987, ISBN 1-84176-650-X.
- (EN) Brzezinski R, Polish armies 1569-1696 : Part 2, Osprey Publishing, 1987, ISBN 1-84176-650-X.
- Bystroń, Jan S. (1932), Dzieje obyczajów w dawnej Polsce, Varsavia.
- Cichowski, Jerzy (1981), Andrzej Szulczyński: Husaria, Varsavia, ISBN 83-11-06568-3.
- Drożdż, Piotr (2000), Orsza 1518, in Historyczne bitwy, Bellona (Varsavia).
- Gembarzewski, Bronisław (1999), 'Husarze: ubiór, oporządzenie i uzbrojenie: 1500-1775, Varsavia, ISBN 83-88055-01-1.
- Kaczmarek, Krystyna (2005), Remigiusz [e] Romuald, Jan Sobieski jako żołnierz i wódz we współczesnej mu grafice, cz. 2, in Wychowanie Techniczne w Szkole (z Plastyką), a. 2005, n. 2, pp. 39-42.
- Kaczmarek, Romuald (2005), Jan Sobieski jako żołnierz i wódz we współczesnej mu grafice, cz. 1, in Wychowanie Techniczne w Szkole (z Plastyką), a. 2005, n. 1, pp. 26-29.
- (PL) Kitowicz J, Opis obyczajów za panowania Augusta III, rist., Breslavia, 1951  [1840].
- Kwaśniewicz, Włodzimierz (2003), Leksykon broni białej i miotającej, Bellona (Varsavia), ISBN 83-11-09617-1.
- Nagielski, Mirosław (1999), Relacje wojenne z pierwszych lat walk polsko-kozackich powstania Bohdana Chmielnickiego okresu "Ogniem i mieczem" (1648–1651), Varsavia, ISBN 83-912638-0-0.
- Pasek, Jan Chryzostom (1987), Pamiętniki, Varsavia, ISBN 83-06-01577-0.
- Podhorodecki, Leszek (1988), Chocim 1621, in Historyczne bitwy, MON.
- (PL) Sikora R, Fenomen husarii, Toruń, 2003, ISBN 83-918712-8-2.
- (PL) Sikora R, Lubieszów 17 IV 1577, Zabrze, 2005, ISBN 83-89943-05-0.
- (PL) Sikora R, Kłuszyn 1610. Wyd. I., Varsavia, s. 160, 2010, ISBN 978-83-62329-05-2.
- (PL) Sikora R, Z Dziejów husarii, Varsavia, 2010, ISBN 978-83-62329-04-5.
- Sikorski, Janusz (1864), Zarys dziejów wojskowości polskiej do roku 1864, t.1.
- Szcześniak, Robert (2008), Kłuszyn 1610, in Historyczne bitwy, Bellona (Varsavia). (wyd. II)
- Teodorczyk, Jerzy (1966), Bitwa pod Gniewem 22.IX – 29.IX. 1626, pierwsza porażka husarii, in Studia i materiały do Historii Wojskowości, t. XII, Varsavia.
- Wisner, Henryk (1987), Kircholm 1605, in Historyczne bitwy, MON, Varsavia. (wyd. I)
- (PL) Żygulski ZJ, Broń w dawnej Polsce na tle uzbrojenia Europy i Bliskiego Wschodu, Varsavia, 1982, ISBN 83-01-02515-8.
- (PL) Żygulski ZJ, Broń wodzów i żołnierzy, Cracovia, 1998.
- (PL) Żygulski ZJ, Husaria polska, Varsavia, 2000, OCLC 830218879.